# 福住駅
福住駅（ふくずみえき）は、北海道札幌市豊平区月寒東1条13丁目にある札幌市営地下鉄東豊線の終点の駅。駅番号はH14。札幌ドームの最寄駅。

## 歴史
- 1994年（平成6年）10月14日 - 札幌市営地下鉄東豊線の豊水すすきの駅 - 福住駅間の延伸開業と同時に開業[1][2]。
  - 着工までの1981年時点では「月寒駅」の仮駅名とされていた[3]。
- 2015年（平成27年）7月 - キヨスク閉店[4]。
- 2016年（平成28年）9月3日 - 可動式ホーム柵が設置され、稼働開始。

## 駅構造
1面2線の島式ホームである。北側に両渡り式転轍機、南側に留置線が3本設置されている。終点駅であり、札幌ドームへ向かう利用客や接続するバスへの乗り換え客が多いものの、ホームの幅員は延伸区間の他駅とあまり変わらないため、手狭となっている。
開業当初は栄町駅と同様に一旦南側の留置線へ回送しその後2番ホームへ入線していたが、2004年以降は北側の両渡り式転轍機を利用して転線し、ホームで折り返しが行われるようになった。これは沿線にあるケーズデンキ月寒ドームや札幌ドームで開催されるコンサートやイベント、プロ野球などの観客が大幅に増加したため、一部の客が回送車に誤乗車する例が目立つようになったことやホームの混雑による転落事故を防止するためとされる。東豊線の終点駅で定期的にホーム折り返し運転が行われるのは、延伸前の豊水すすきの駅で行われて以来10年ぶりとなる。
出口は4ヶ所。地上へのエレベーターは当初2番出口にしかなかったが、後に3番出口・バスターミナルへの通路にもエレベーターが設置された。
東豊線の駅では早い段階で南改札口の全ての改札機がカード対応になった。当時はまだカード非対応改札機が混在していた時期であったが、札幌ドームの開業前に更新が実施された。そのため当初改札口のカード専用改札機の上に「カードご利用の方は、この改札をお通り下さい」という案内は「当駅の南改札口は、全てカード対応です」に切り替わった。全駅がカード対応改札機に更新された後も、しばらくは枠のみが残っていた（現在は南改札口側は撤去、北改札口には残っている）。
また、2009年からのICカード「SAPICA」導入に向け、当駅の改札機は北改札口・南改札口ともに全てSAPICA対応に更新された（券売機・精算機は一部非対応）。これは大通駅やさっぽろ駅よりも先である。

### のりば
| ホーム | 路線   | 行先                     |
| ------ | ------ | ------------------------ |
| 1・2   | 東豊線 | 大通・さっぽろ・栄町方面 |

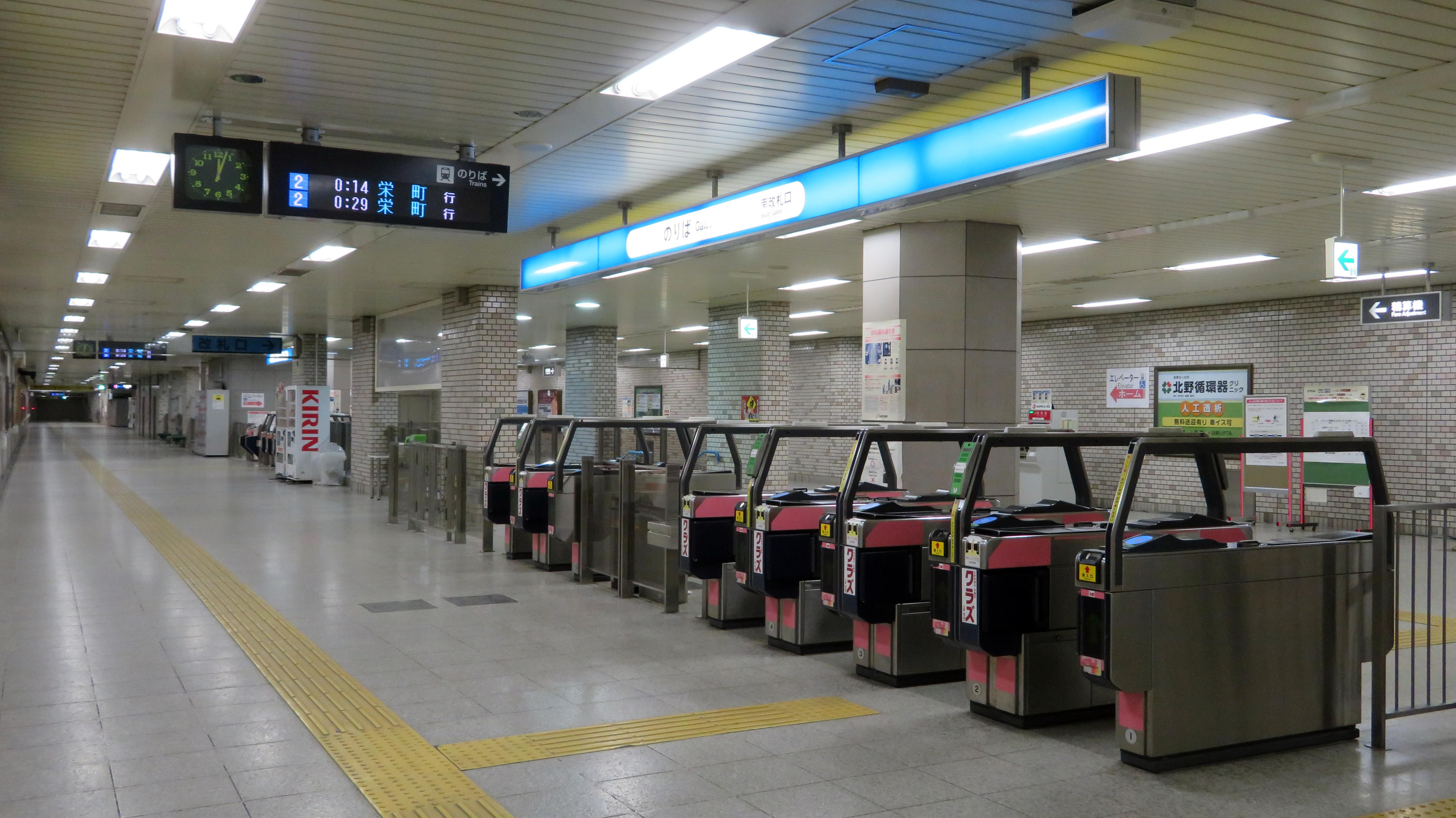
改札口
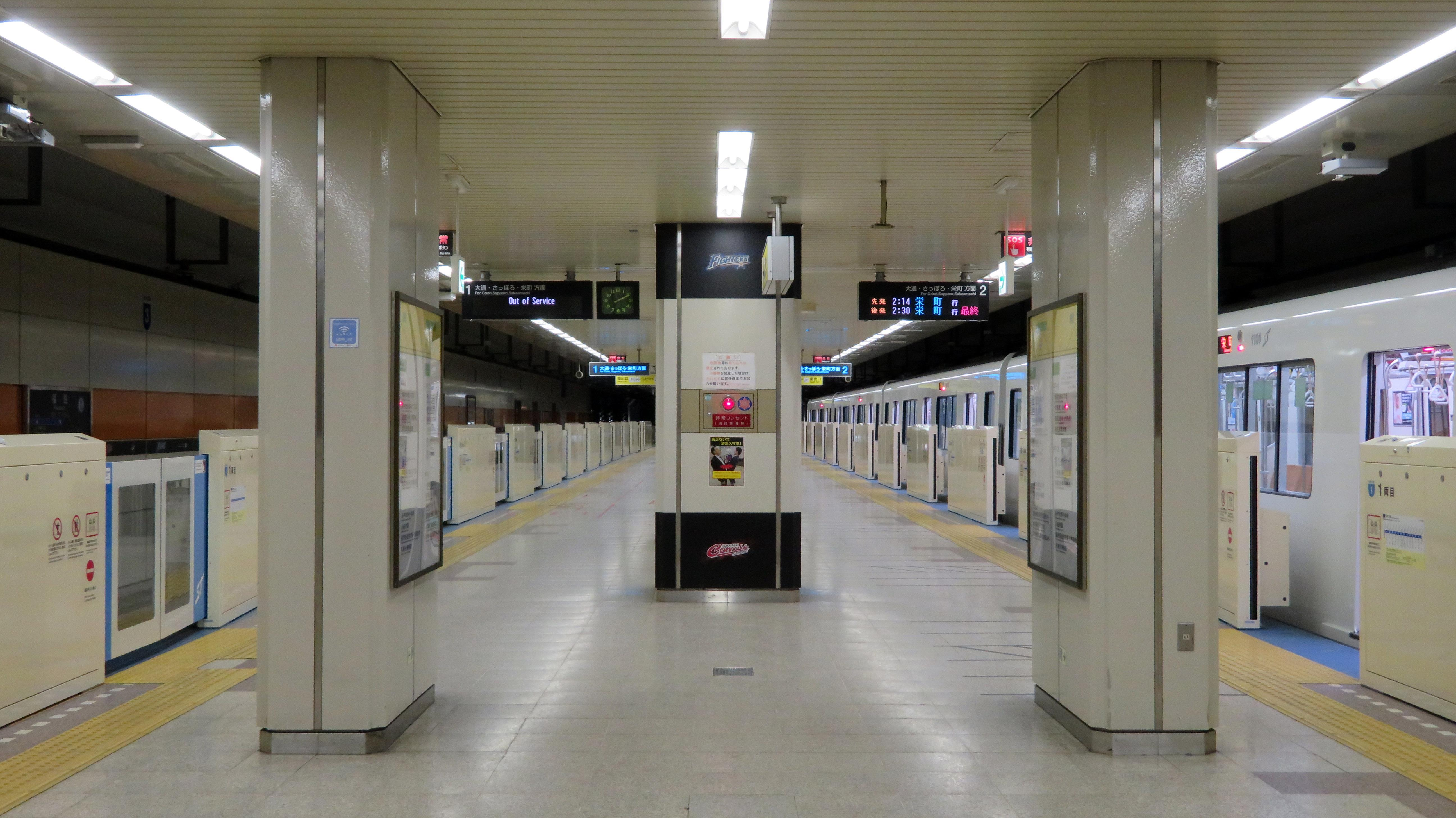
ホーム
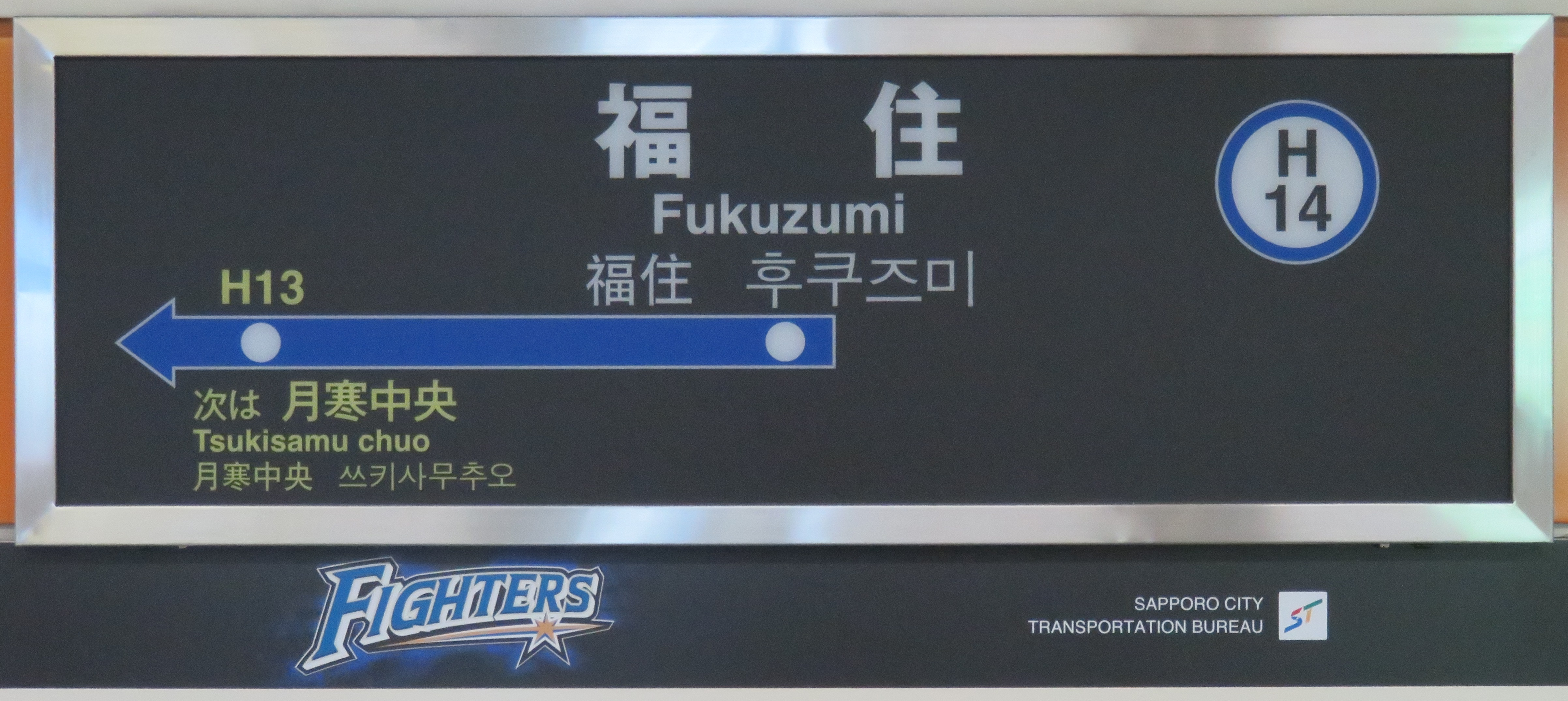
駅名標　当駅壁面にはファイターズとコンサドーレのロゴが装飾されていたが、2022年シーズン終了後にファイターズが札幌ドームから撤退した為にファイターズのロゴは現在使われていない。

## 利用状況
札幌市交通局によると、2020年度の1日平均乗車人員は10,208人である。これは東豊線ではさっぽろ駅、大通駅に次いで多い。
また、札幌ドームイベント開催日が特に混雑することが特徴である。
駅開業後の1日平均乗車人員の推移は以下の通りである。
| 年度               | 1日平均 乗車人員 | 出典   |
| ------------------ | ---------------- | ------ |
| 1994年（平成06年） | 9,164            | [ 6 ]  |
| 1995年（平成07年） | 11,680           | [ 6 ]  |
| 1996年（平成08年） | 11,971           | [ 6 ]  |
| 1997年（平成09年） | 11,744           | [ 6 ]  |
| 1998年（平成10年） | 11,665           | [ 6 ]  |
| 1999年（平成11年） | 11,742           | [ 6 ]  |
| 2000年（平成12年） | 11,624           | [ 6 ]  |
| 2001年（平成13年） | 13,484           | [ 6 ]  |
| 2002年（平成14年） | 13,514           | [ 6 ]  |
| 2003年（平成15年） | 13,620           | [ 7 ]  |
| 2004年（平成16年） | 14,158           | [ 7 ]  |
| 2005年（平成17年） | 14,596           | [ 7 ]  |
| 2006年（平成18年） | 15,212           | [ 7 ]  |
| 2007年（平成19年） | 15,211           | [ 7 ]  |
| 2008年（平成20年） | 15,302           | [ 7 ]  |
| 2009年（平成21年） | 15,541           | [ 7 ]  |
| 2010年（平成22年） | 15,299           | [ 7 ]  |
| 2011年（平成23年） | 15,997           | [ 8 ]  |
| 2012年（平成24年） | 16,103           | [ 8 ]  |
| 2013年（平成25年） | 16,178           | [ 8 ]  |
| 2014年（平成26年） | 16,556           | [ 8 ]  |
| 2015年（平成27年） | 17,048           | [ 8 ]  |
| 2016年（平成28年） | 17,120           | [ 8 ]  |
| 2017年（平成29年） | 16,549           | [ 9 ]  |
| 2018年（平成30年） | 16,126           | [ 10 ] |
| 2019年（令和元年） | 16,444           | [ 10 ] |
| 2020年（令和02年） | 10,208           | [ 11 ] |

## 駅周辺

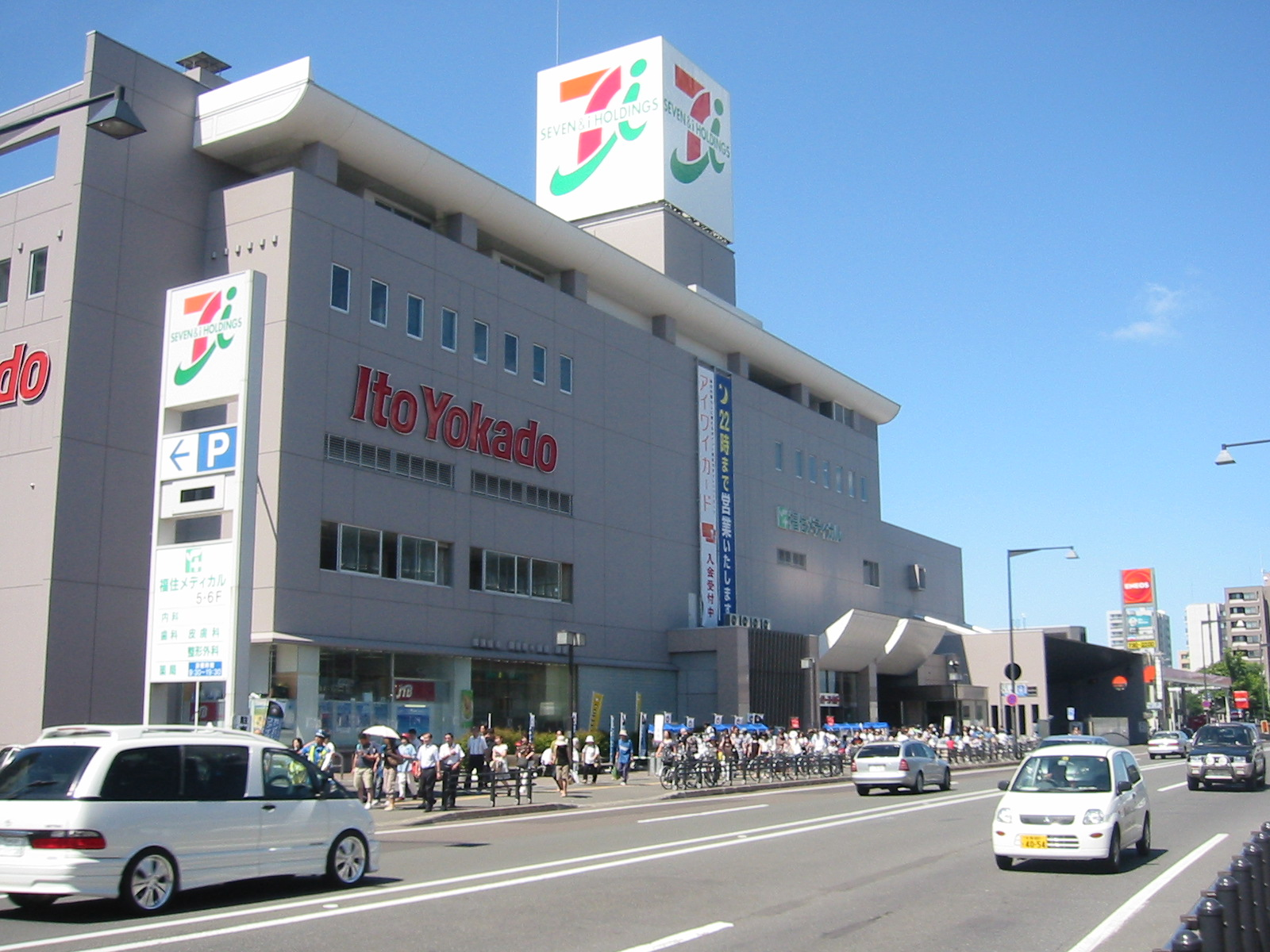
福住駅周辺の様子。イトーヨーカドー福住店と手前の道路は国道36号

隣の月寒中央駅より国道36号（月寒通・室蘭街道）の下を通っており、出口もすべて国道36号沿いにある。

周辺は国道36号沿いを中心に商業施設や企業が集積しており、周囲をマンションなど住宅街が取り囲んでいる。
- 国道36号[5]
- ドコモサービス北海道株式会社
- 札幌月寒中央通郵便局
- 札幌月寒病院[5]
- 北海道信用金庫月寒支店
- 北洋銀行福住支店[5]
- 大和ハウス プレミストドーム [注釈 1] [5]
- 札幌市立あやめ野小学校[5]
- CiiNA CiiNA 福住[注釈 2]（3番出口直結[5])
  - ロピア福住店
- ザ・ビッグ福住店[注釈 3]（2024年11月30日オープン[12]）
- ヤマダデンキテックランド札幌月寒店
- 札幌ハリストス正教会
- ケーズデンキ月寒ドーム（北海道立産業共進会場）[5]跡
  - 日本医療大学 月寒本キャンパス
- スーパーセンタートライアル月寒店

## バス路線
福住駅で接続する北海道中央バスと北都交通のバスは、併設された福住バスターミナルに発着する。行先や乗り場は当該項目を参照。

## その他
- 当初札幌市では北海道立産業共進会場付近を経由して北野方面へ地下鉄を建設すると予定していたが、実際はやや異なる経路となった。このために当初計画の「共進会場駅」は不可能に近く、また北野方面が東西線に近く採算性が不透明といわれ、現在の福住駅から国道36号線の下をそのまま南下して清田区役所方面への延伸も一時期検討されたことがあるが、今後の延伸は未定である。東豊線各駅ホームの壁にある路線案内図では、当駅より先に2駅程度の空白がある。
- 札幌ドームで催事があるとき、福住駅から札幌ドームまでは通常徒歩15分弱であるが、イベント終了後は大勢の人々が福住駅に向かうため歩道は行列となり、福住駅まで20分弱かかる場合もある。歩道が幹線道路である国道36号に面していることもあり、危険防止のため交通整理員を各所に配置している。
- 駅スタンプは福住駅のイニシャルFの中に札幌ドームが描かれている[13]。
- 札幌ドームの最寄駅であるため、ホーム壁面・南改札口から3番出口へのコンコースや3番出口などには北海道日本ハムファイターズ・北海道コンサドーレ札幌のチームロゴや選手の写真などを用いた装飾が施されていた。2022年シーズン終了後にファイターズが札幌ドームから撤退したことに伴い、2023年3月現在はコンサドーレの装飾で統一されている。

## 隣の駅
札幌市営地下鉄
 東豊線
月寒中央駅 (H13) - 福住駅 (H14)